# Lucifer's Friend
Lucifer’s Friend — німецький хард-роковий гурт, створений в Гамбурзі в 1970 році гітаристом Пітером Хесслейном, вокалістом Джоном Лоутоном, басистом Дітером Хорном, клавішником Пітером Хехтом і барабанщиком Йоахімом Рейтенбахом. Гурт був відмічений в своїй ранній практиці у стилях хеві-металу і прогресив-року.В свою чергу вони також включали елементи джазу і ф'южн в свою музику, особливо це яскраво проявилося їхньому альбомі Banquet 1974 року. Окрім хеві-металу, гурт став одним з піонерів дум-металу. Через їхнє важкого звучання і темну орієнтовану лірику Lucifer’s Friend визначали звучання обох жанрів.
За дванадцять років свого існування Lucifer’s Friend, один із самих цікавих гуртів західнонімецької хард-рок-сцени 70-х років, відіграв не одну сотню концертів і записав декілька досить хороших альбомів, які принесли йому прихильність слухачів Європи та користувалися значним успіхом на американському континенті.

## Історія
У 1969 році британський співак Джон Лоутон, після гастролей з його минулим гуртом під назвою Stonewall відправився жити до Німеччини, де зустрівся з Пітером Хесслейном, Дітером Хорнс, Пітером Хехта і Йоахімом Рейтенбахом, які були членами гурту під назвою The German Bonds. Вони зібралися разом, щоб записати альбом під назвою Asterix в 1970 році. Пізніше музиканти з German Bonds перекочували в Lucifer's Friend і запросили до нового гурту Джона Лоутона.
Перші альбоми були випущені на лейблі Vertigo Records в Європі, в Сполучених Штатах ці альбоми були випущені на серії невеликих незалежних лейблів (Billingsgate, Janus, Passport). Таким чином, незважаючи на трансляцію на деяких ринках, альбоми гурту було важко знайти, і комерційний успіх вислизав від музикантів. Перший альбом був зроблений у типовому ключі 70-х років і дещо нагадував ранні Deep Purple і Black Sabbath. Lucifer's Friend мав темну лірику і урізаний стиль гітари та органу.
Другий альбом Whereies Groupies Killed the Blues змінив напрямок. Це був дуже експериментальний альбом прогресивного і психоделічного року. 
На третьому альбомі I'm Just a Rock & Roll Singer, вони знову змінили напрямок, на цей раз ближче до рок-стилю, популяризованому такими гуртами, як Grand Funk Railroad. Альбом Banquet ж вдавав із себе розширені багатошарові композиції у вигляді джазових ф'южн. На цей раз гурт освоював артрок, довіривши все аранжування Хехту. Гурт окрім хорів задіяв оркестр з великою кількістю духових і струнних інструментів, від надлишку яких альбом трохи постраждав.
Mind Exploding спробував поєднати джаз Banquet з гаражним роком Rock & Roll Singer, програма ознаменувала відступ до більш важкого звуку, але альбом був прийнятий ще холодніше, ніж попередні. Вокаліст Джон Лоутон пішов в 1976 році, щоб приєднатися до Uriah Heep. Короткий час вокаліста заміщав шотландець Ян Кассікамі, а пізніше його замінив Майк Старрс, колишній вокаліст Colosseum II. На цих двох альбомах без Лоутона група перейшла до більш комерційного звучання.
Джон Лоутон повернувся для запису альбому Mean Machine в 1981 році. За важкістю альбом не поступався дебютному, тільки на відміну від Lucifer's Friend, в ньому майже не використовувався орган. Lucifer's Friend знову поверталися до свого класичного звучання, проте експериментуючи з різними стилями гурт встиг розгубити більшість старих шанувальників, і повернути їх довіру до команди з першого разу не вдалося. Відчувши безперспективність подальшої боротьби, музиканти провели прощальне турне і розбіглися. Але це був ще не кінець «Друзів Люцифера».
В середині 90-х Лоутон і Хесслейн влаштували короткочасний реюніон і за допомогою Діке, Кресса, Йогі Віхмана і Удо Дам'єна записали диск Sumo Grip, на якому знайшли відбиток всі жанрові стилі минулого.
Хоча Джон Лоутон заявив, що гурт не зацікавлений у поверненні до запису або виступів наживо, в серпні 2014 він опублікував на своєму вебсайті новини про можливе возз'єднання з оригінальним складом. Також Лоутон згадав, що вони випустять новий компіляційний альбом під назвою Awakening, а також чотири абсолютно нових треки. Через смерть свого барабанщика Йоахима «Адді» Рієтенбаха його посаду зайняв Стефан Еггерт. Крім того, початковий клавішник Пітер Хехт відмовився брати участь у возз'єднанні. У зв'язку з цим гітарист Пітер Хесслейн зіграв фортепіанні партії на новому альбомі, а в якості живого клавішника для показу в 2015 і 2016 роках гурт найняв Йогі Віхманна.

## Склад
Сьогоднішній склад:
- Джон Лоутон — вокал (1968—1976, 1981—1982, 1994, 2014-наш час)
- Пітер Хесслейн — гітара (1968—1982, 1994, 2014-наш час)
- Дітер Хорнс — бас-гітара (1968—1982, 2014-наш час)
- Стефан Еггерт — клавішні (1994, 2015-наш час)
- Йоги Віхманн — ударні (2014-наш час)

Колишіні учасники:
- Йоахим «Адді» Рієтенбах — ударні (1968—1974)
- Пітер Хехт — клавишні (1968—1982)
- Герберт Борнхолд — барабани (1974—1982)
- Майк Старрс — вокал (1977—1981)
- Адриан Аскью — клавишні (1980—1982)
- Курт Кресс — ударні (1994)
- Андреас Діке — бас (1994)
- Удо Дахмен — ударні (1994)

## Дискографія
- Lucifer’s Friend (1970)
- Where the Groupies Killed the Blues (1972)
- I'm Just a Rock & Roll Singer (1973)
- Banquet (1974)
- Mind Exploding (1976)
- The Devil's Touch (1976)
- Good Time Warrior (1978)
- Rock Heavies: Lucifer's Friend (1980)
- Sneak Me In (1980)
- Mean Machine (1981)
- Sumo Grip (1994)
- Awakening (2015)
- Live @ Sweden Rock 2015 (2016)
- Too Late To Hate (2016)
- Black Moon (2019)